# 藤吉晙
藤吉 晙（ふじよし あきら、1883年〈明治16年〉5月2日 - 1970年〈昭和45年〉3月31日）は、日本の海軍軍人。海兵31期、海大甲種14期。最終階級は海軍中将。福岡県出身。

## 略歴
1900年、福岡県中学修猷館卒業1903年12月14日、海軍兵学校第31期卒業 卒業時成績順位は188名中第29位。1905年5月27日及び翌28日の日露戦争日本海海戦に一等巡洋艦浅間に乗組員として参戦する。1916年11月28日、海軍大学校甲種14期卒業。同期に山本五十六。
1917年8月16日、砲艦「鳥羽」艦長。1919年8月26日、軍令部参謀。1921年12月10日、陸軍大学校兵学教官。
1923年12月1日、大佐に昇格、防護巡洋艦「対馬」艦長。1924年5月7日、海軍大学校教官。1926年12月1日、装甲巡洋艦「浅間」艦長。1927年12月28日、軍令部出仕。
1928年12月10日、少将昇格、佐世保鎮守府参謀長。1930年12月1日、第1潜水戦隊司令官。1931年12月1日、第1戦隊司令官。1932年11月15日、軍令部出仕。
1933年11月15日、中将昇格。同年12月11日、待命。同月15日、予備役編入。
1947年11月28日、公職追放仮指定を受ける。